# 73857 Hitaneichi
73857 Hitaneichi è un asteroide della fascia principale. Scoperto nel 1996, presenta un'orbita caratterizzata da un semiasse maggiore pari a 2,2448433 UA e da un'eccentricità di 0,2465957, inclinata di 7,85431° rispetto all'eclittica.